# Инхо-1
«Инхо́-1» (кит. трад. 螢火一号, упр. 萤火一号, пиньинь Yínghuǒ yī hào, буквально: «Светлячок-1», является омофоном Инхо (кит. трад. 熒惑, упр. 荧惑, пиньинь Yínghuò, буквально: «Мерцающее недоумение»), древнего китайского названия Марса) — первый китайский зонд для исследования Марса, запущенный вместе с российским зондом «Фобос-Грунт» 9 ноября 2011 года в 00:16:02.871 МСК.
26 марта 2007 года, директор Китайского национального космического агентства Сунь Лайянь, и глава Российского космического агентства Анатолий Перминов подписали соглашение о совместном русско-китайском исследовании Марса. Оно включало в себя запуск на Марс зонда «Инхо-1» и было запланировано на 2011 год. Размеры зонда: 0,75 м в длину, 0,75 м в ширину и 0,60 м в высоту, масса — 110 кг, зонд был рассчитан на два года научного задания.
Китайский «Инхо-1» и российский космический аппарат «Фобос-Грунт» запущены вместе на Марс украинской ракетой «Зенит» с маршевой двигательной установкой на основе разгонного блока «Фрегат» с космодрома Байконур 9 ноября 2011 года. 15 января 2012 года АМС «Фобос-Грунт» сгорела в атмосфере вместе с китайским микроспутником «Инхо-1».

## Научные задачи
Основные научные задачи включали в себя:
- подробное исследование окружающей среды плазмы и магнитного поля;
- изучение процессов покидания ионами Марса;
- измерение параметров ионосферы аппаратами «Инхо-1» и «Фобос-Грунт», сосредоточив внимание на субсолнечных и ночных регионах планеты;
- наблюдение песчаных бурь.

## История
Несмотря на то, что запуск российского аппарата «Фобос-Грунт» первоначально был назначен на октябрь 2009 года, позже он был перенесён на два года. По словам директора Института космических исследований, Льва Зелёного, это связано с изменениями для повышения надёжности миссии. В свою очередь, задержка запуска «Фобос-Грунт» влияет и на запуск китайского зонда «Инхо-1», так как они должны быть запущены вместе ракетой «Зенит-2SБ». 20 декабря 2010 года зонд был поставлен из Китая на сборку совместно с «Фобос-Грунт».